# STS-80
STS-80 byla jednadvacátá mise raketoplánu Columbia. Celkem se jednalo o 79. misi raketoplánu do vesmíru.

## Posádka
- Kenneth D. Cockrell (3) velitel
- Kent V. Rominger (2) pilot
- Tamara E. Jerniganová (4) velitel užitečného zatížení
- Thomas D. Jones (3) letový specialista 2
- F. Story Musgrave (6) letový specialista 3

V závorkách je uvedený dosavadní počet letů do vesmíru včetně této mise.